# James Brandon Lewis

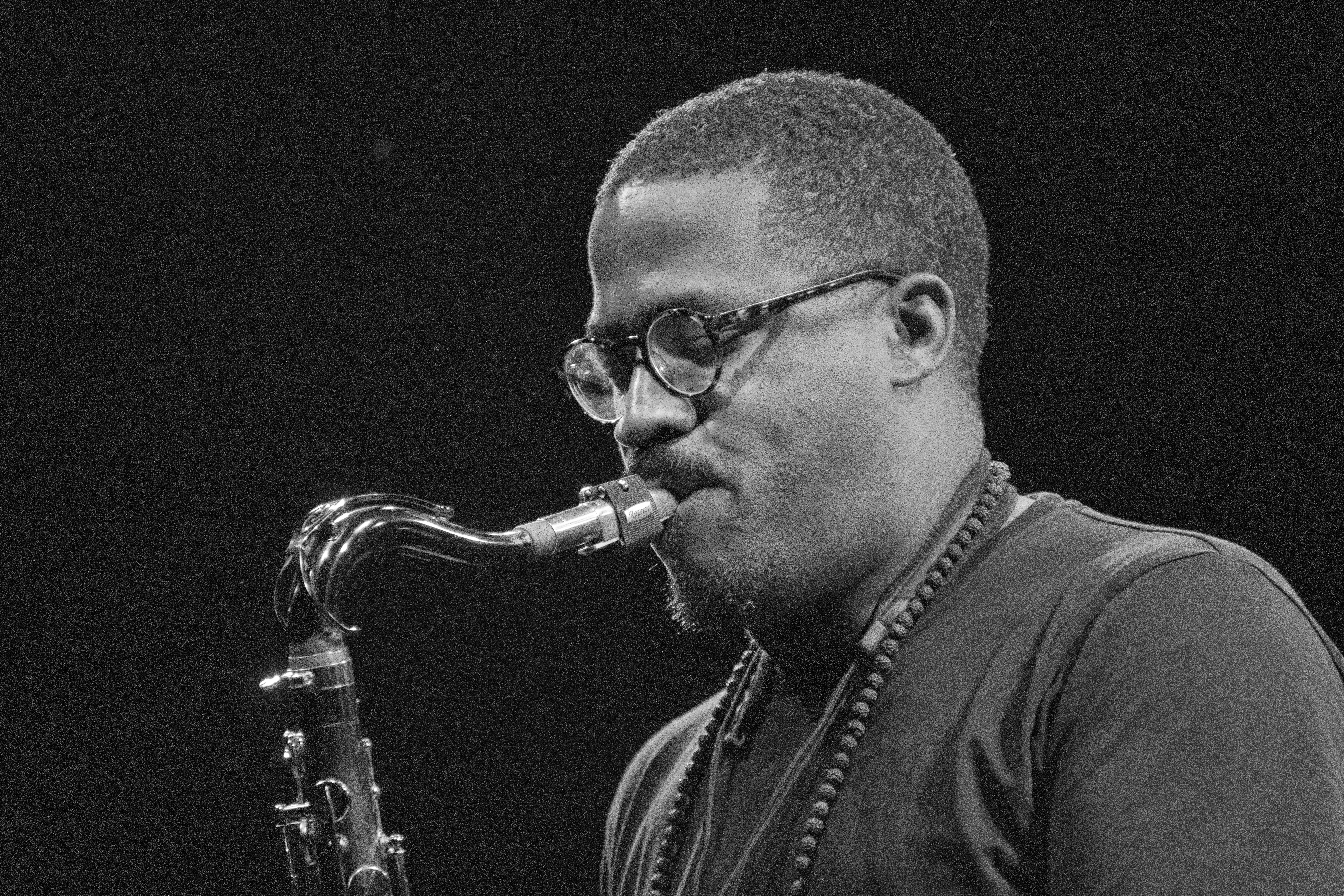
The Messthetics and James Brandon Lewis auf dem INNtöne Jazzfestival 2025

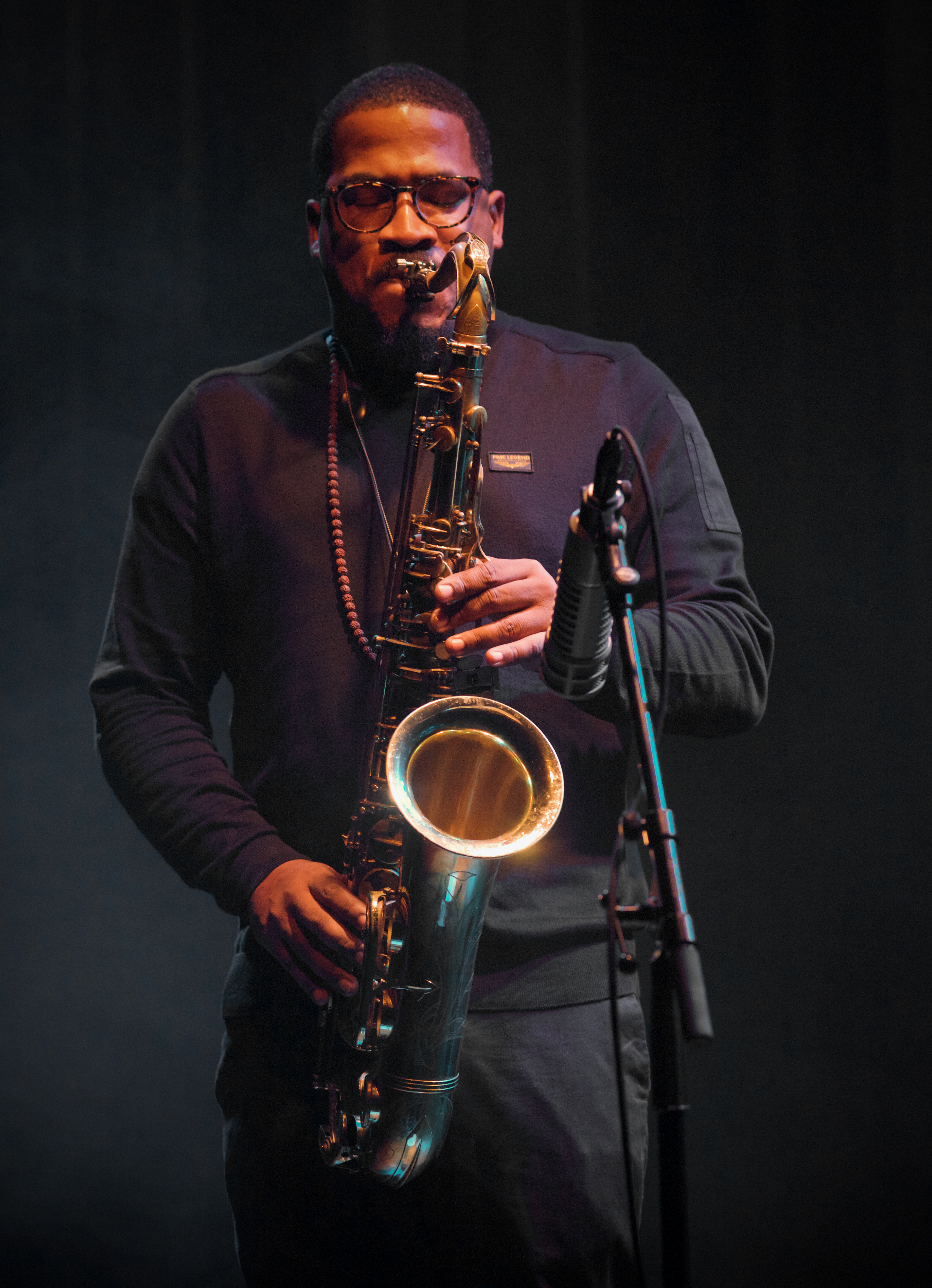
James Brandon Lewis 2022

James Brandon Lewis (* 13. August 1983 in Buffalo) ist ein US-amerikanischer Jazzmusiker (Tenorsaxophon, auch Flöte, Komposition).

## Leben und Wirken
Lewis ist von Kindheit an durch Gospelmusik beeinflusst; er hatte Musikunterricht bei Carol McLaughlin und an der Buffalo Academy for the Visual and Performing Arts. Nach seinem Abschluss setzte er seine Studien an der Howard University fort, mit deren Jazzensemble 2003 bis 2006 erste Plattenaufnahmen entstanden. Dort hatte er Gelegenheit, mit Jazzmusikern wie Geri Allen, Benny Golson, Wallace Roney und Bill Pierce zu spielen. Mit dem Jazzensemble tourte er in Japan und trat im Kennedy Center als Begleiter von John Legend, k.d. lang und Vanessa Lynn Williams auf.
Nach Abschluss des Studiums an der Howard University 2006 zog Lewis zunächst nach Colorado und arbeitete in der dortigen Gospelmusikszene, trat u. a. mit Albertina Walker auf. Anschließend studierte er am CalArts in Kalifornien, wo er Unterricht bei Charlie Haden, Wadada Leo Smith, Vinny Golia und Alphonso Johnson hatte.
Nach Erwerb des Master of Fine Arts 2010 legte Lewis ein im Eigenverlag veröffentlichtes erstes Album vor (Moments); 2011 entstand sein erstes Album auf einem Major Label (Divine Travels), das er mit William Parker, Gerald Cleaver und dem Rezitator Thomas Sayers Ellis einspielte. Auf dem folgenden Album Days of FreeMan präsentierte er überwiegend Eigenkompositionen. 2016 trat er in New York mit William Parkers Extended Breathe Ensemble auf. Seit 2012 lebt er in New York City. 2018 arbeitete er im Trio mit Luke Stewart (Bass) und Warren Trae Crudup III (Schlagzeug), das er für sein von der Kritik gelobtes Album An Unruly Manifesto (2019) mit der Trompeterin Jaimie Branch und dem Gitarristen Anthony Pirog zum Quintett erweiterte. Er arbeitete ferner mit Dave Douglas, Joshua Redman, Hank Roberts, Tony Malaby, Matthew Shipp, Marilyn Crispell, Charles Gayle, Karl Berger, Eri Yamamoto, Alan Braufman (The Fire Still Burns, 2020, und Infinite Love, Infinite Tears, 2024) und Ava Mendoza (Echolocation, 2023).
Im Bereich des Jazz war Lewis zwischen 2003 und 2022 an 19 Aufnahmesessions beteiligt.

## Preise und Auszeichnungen
Beim Down Beat Critics Poll 2020 wurde Lewis Sieger in der Kategorie „Tenorsaxophon (Rising Star)“. Beim Deutschen Jazzpreis 2023 wurde sein Quartett als „Band des Jahres international“ ausgezeichnet.

## Diskographische Hinweise
- Divine Travels (Okeh, 2014)
- Days of FreeMan (Okeh, 2015, mit Jamaaladeen Tacuma, Rudy Royston)
- No Filter (BNS Records, 2016, mit Luke Stewart, Warren G. „Trae“ Crudup III)
- James Brandon Lewis und Chad Taylor: Radiant Imprints (Off Records, 2018)
- An UnRuly Manifesto (Relative Pitch, 2019, mit Jaimie Branch, Luke Stewart, Anthony Pirog, Warren Tray Crudup III)
- James Brandon Lewis & Chad Taylor: Live in Willisau (Intakt, 2020)
- Molecular (Intakt 2020, mit Aruán Ortiz, Bradley Jones, Chad Taylor)
- James Brandon Lewis / Red Lily Quintet: Jesup Wagon (Tao Forms, 2021, mit Kirk Knuffke, William Parker, Chris Hoffman, Chad Taylor)
- Msm: Molecular Systematic Music Live (Intakt 2022, mit Aruán Ortiz, Brad Jones, Chad Taylor)[4]
- Eye of I (2023)
- James Brandon Lewis & Red Lily Quintet: For Mahalia, with Love (Tao Forms, 2023, mit Kirk Knuffke, William Parker, Chris Hoffman, Chad Taylor)[5]
- Transfiguration (Intakt, 2024)
- The Messthetics and James Brandon Lewis (2024)
- Apple Cores (2025), mit Chad Taylor, Josh Werner